# The Free Press
The Free Press (español: La Libre Prensa) (anteriormente conocida como Common Sense) es una compañía de medios estadounidense fundada por Bari Weiss y Nellie Bowles, con sede en Los Ángeles, California. Un boletín se publicó por primera vez en 2021, mientras que su compañía de medios asociada se lanzó oficialmente en 2022.

## Historia
Bari Weiss y Nellie Bowles lanzaron Common Sense en Substack en enero del 2021 después de la renuncia de Weiss de The New York Times El boletín llevaba el nombre del folleto político del mismo nombre de Thomas Paine, y cubría política, cultura y acontecimientos.
La financiación corrió a cargo de Harlan Crow, que donó 500.000 dólares a Weiss. Otros patrocinadores son los capitalistas de riesgo Marc Andreessen y David Sacks.
En junio de 2021, como extensión de Common Sense, Weiss inauguró el podcast Honestly, que posteriormente incluyó entre sus participantes a Kim Kardashian, Bill Barr, Andrew Yang, y otros.
Weiss cambió el nombre de Common Sense a The Free Press.  En 2022, expandió The Free Press a una empresa de medios con redactores en plantilla y un modelo de negocio basado en suscripciones.  Los periodistas y escritores que han escrito para The Free Press incluyen a Emily Yoffe y Michael Shellenberger. The Free Press también contrató a Andy Mills, ex productor de The Daily, para desarrollar programación de audio.
The Free Press publicó información sobre los archivos de Twitter después de que el propietario de Twitter, Elon Musk, proporcionara a Weiss acceso a los registros de las comunicaciones internas de Twitter en diciembre de 2022. La información que reportó Weiss incluyó las listas negras a las que se sometió a los usuarios y la supresión de ciertos temas de actualidad.